# Cheiragonidae
Die Cheiragonidae sind eine Familie der Krabben in der monotypischen Überfamilie Cheiragonoidea. Sie enthält drei Arten.

## Merkmale
Der Unterrand der Augenhöhle Orbit hat ein Zwischenstück, das vom Unteraugenzahn ausgeht. Das zweite und dritte Glied der Antennen sind unbeweglich und in engem Kontakt mit dem seitlichen rostralen und dem Unteraugenzahn. Sie weichen in der Größe vom vierten und fünften Glied ab. Das Endostom ist vorn klar abgegrenzt. Die Palpen der Mandibel sind bei der Gattung Erimacrus drei, bei der Gattung Telmessus zweigliedrig. Zwischen ersten und zweiten Glied ist keine Naht ausgebildet. Der Merus des dritten Maxillipeds ist nahezu rund und viel kürzer als das Ischium.
Die beiden Scheren sind gleich. Das thorakale Sternum ist länglich oval, die breiteste Stelle ist seitlich des Pleons sichtbar. Die Medianlinie ist zwischen den Somiten vier bis acht ununterbrochen. Die Seitenränder des vierten Somiten sind annähernd parallel und stark divergierend. Die Nähte zwischen den Somiten des thorakale Sternums sind ab dem vierten Somiten vollständig. Die thorakalen Pleuriten 5 bis 7 sind durch eine Naht quergeteilt. Der Pleuralkanal ist eng, dreieckig und wird vom siebten und achten Pleuriten gebildet.
Die Sternopleonalhöhle ist breit, V-förmig und tief ausgehöhlt. Die Vulva ist durch Lappen oder Erhöhungen verdickt und liegt nahe des Seitenrands des Pleons. Der Arretiermechanismus ist in Form des typischen Druckknopfprinzips ausgebildet. Das Pleon mit dem Telson sind bei Männchen kurz und spitz, der erste Somit ist halb so dick wie der Carapax. Das erste Gonopodium ist dick, die Öffnung liegt vor dem Ende, die Spitze ist kammartig. Das zweite Gonopodium ist länger als das erste.

## Systematik
Die drei Arten der Familie werden zwei Gattungen zugeordnet:
- Erimacrus Benedict, 1892
  - Erimacrus isenbeckii (JF Brandt, 1848)
- Telmessus White, 1846
  - Telmessus acutidens (Stimpson, 1858)
  - Telmessus cheiragonus (Tilesius, 1815)